# Ford Escort RS 1800
De Ford Escort RS 1800 is de meest legendarische van de rallywagens van de Amerikaanse automobielconstructeur Ford. De auto werd van 1975 tot 1983 geproduceerd en won tal van rally's.

## Motor
De rallywagens werden aangedreven door een tweeliter viercilinder Ford-Cosworth-BDA-motor met twee dubbele Weber-carburatoren. Zo leverde de motor 240 pk bij 7.800 tpm. In zijn beste dagen stuwde een Lucas- of Kugelfischer-injectie de motor tot 280 pk.
In 1979 bouwde Ford twee speciale Escorts RS 1800 voor de rally van Monte Carlo. De extra brede auto's hadden motoren met 270 pk om het op te nemen tegen de Lancia Stratos van Bernard Darniche. De Noor Martin Schanche won in 1978, 1979 en 1981 het FIA-Europees kampioenschap rallycross met een Ford Escort RS 1800.

## Prestaties
|                       | "Gewone" uitvoering | Rally-uitvoering | Krachtigste modellen |
| --------------------- | ------------------- | ---------------- | -------------------- |
| Vermogen (kW/pk)      | 85 / 115            | 176 / 240        | 206 / 280            |
| Koppel (nM)           |                     |                  | 230                  |
| Topsnelheid (km/u)    |                     |                  | 190                  |
| Sprint 0-100 km/u (s) |                     |                  | 5                    |